# Ambroise Gardeil
Ambroise Gardeil (29 de març de 1859, Nantes - † 2 d'octubre de 1931) fou un frare dominic i teòleg francès. Fou un gran estudiós de Sant Tomàs d'Aquino i mestre de Réginald Garrigou-Lagrange.
El 1878 entra a l'Orde de Predicadors i el 1884, acabats els estudis, comença a explicar De Locis Theologicis. Del 1888 al 1911 és professor de dogma i moral. És cap d'estudis a Le Saulchoir des del 1893, és també cofundador, amb Coconnier i Mandonet, de la Revue Thomiste, en què publicà molts dels seus estudis. Mestre de tota una generació de professors dominics de teologia, que el seguiren, el 1911 abandona l'ensenyament, i dedica el seu temps a madurar les seves obres i a la vida apostòlica.
S'enfrontà, primer, amb el cientisme del segle xix, després, amb el sentit de l'Acció (Blondel) i amb el moviment modernista. La seva doctrina és un comentari de Tomàs d'Aquino especialment en la direcció de Joan de Sant Tomàs. La seva obertura final arribà a fer pensar que es feia agustinià, tot i que en realitat es tractava d'una lectura de Sant Agustí des de Sant Tomàs d'Aquino.

## Obres
- La crédibilité et l'apologétique, Gabalda, Paris, 1908, 2ème édition en 1912, 332 pages, réédité en 2019.
- La Structure de l'âme et l'expérience mystique, vol. 1, Gabalda, Paris, 1927, 397 pages, réédité en 2019.
- La Structure de l'âme et l'expérience mystique, vol. 2, Gabald, 1927, 370 pages, réédité en 2019.
- Le donné révélé et la théologie, Cerf, Juvisy, 1910, 2ème édition 1932, 372 pages, réédité en 2017 .
- La vraie vie chrétienne, Desclée de Brouwer, Paris, 1935, 362 pages.
- Le Saint-Esprit dans la vie chrétienne, Cerf, Juvisy, 1935, 183 pages, réédité en 2017.
- Les Dons du Saint-Esprit dans les Saints dominicains: Étude de psychologie surnaturelle et lectures pour le temps de la Pentecôte, Lecoffre, Paris, 1903, 100 pages, réédité en 2017.
- Le sens du Christ, Cerf, Paris, 1939, 67 pages.

- Vegeu també la fitxa de la Biblioteca nacional de París